# Scalpelloniscus binoculis
Scalpelloniscus binoculis là một loài chân đều trong họ Hemioniscidae. Loài này được Menzies & George miêu tả khoa học năm 1972.